# Џенеси (Колорадо)
Џенеси (енгл. Genesee) насељено је место без административног статуса у америчкој савезној држави Колорадо.

## Демографија
По попису из 2010. године број становника је 3.609, што је 90 (-2,4%) становника мање него 2000. године.
| Група             | 2000.         | 2010.         |
| Белци             | 3.481 (94,1%) | 3.351 (92,9%) |
| Афроамериканци    | 8 (0,2%)      | 13 (0,4%)     |
| Азијати           | 66 (1,8%)     | 59 (1,6%)     |
| Хиспаноамериканци | 101 (2,7%)    | 121 (3,4%)    |
| Укупно            | 3.699         | 3.609         |